# 肥筑軌道

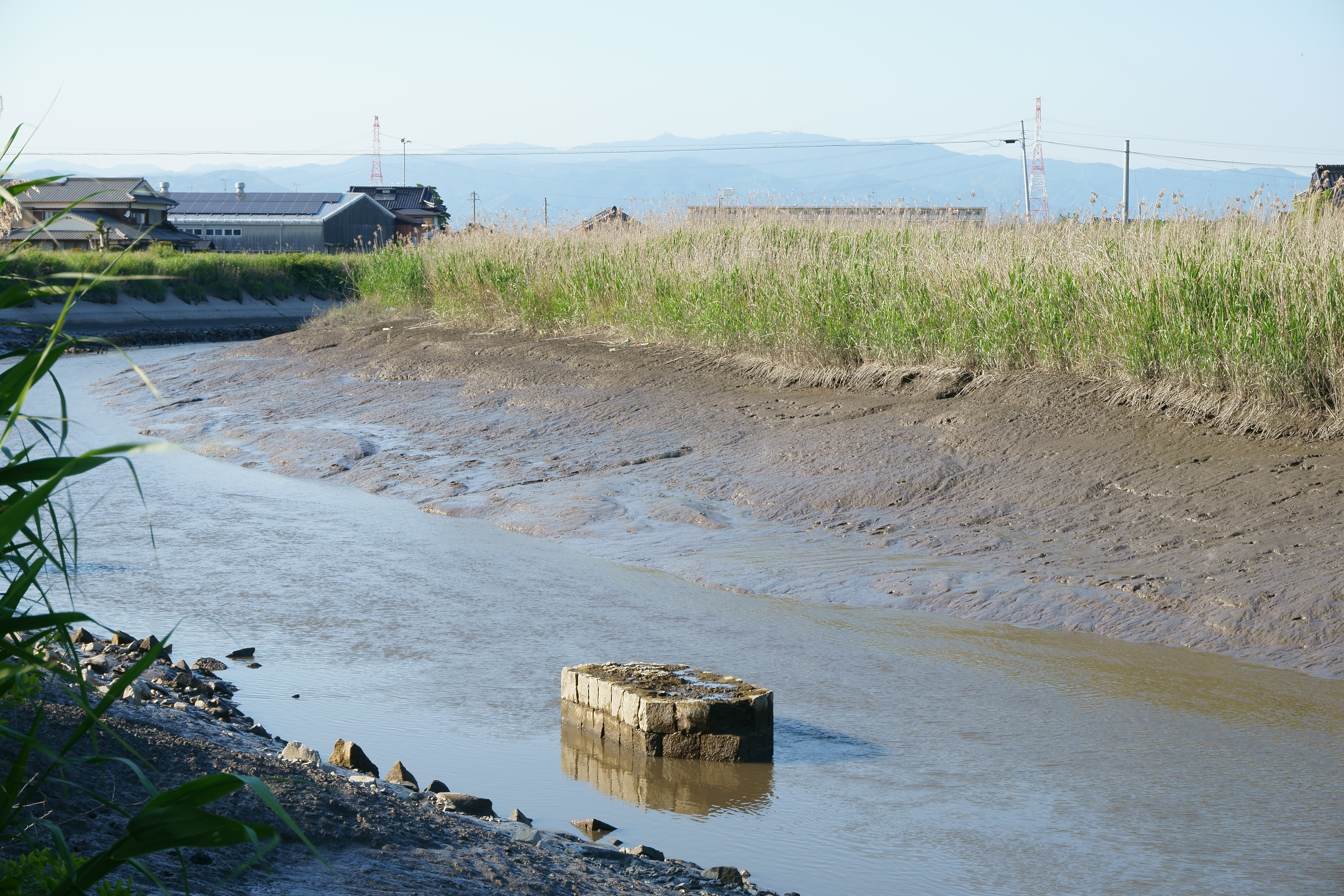
城原川に残る橋台基礎

肥筑軌道（ひちくきどう）は、かつて佐賀県佐賀郡巨瀬村高尾（現・佐賀市巨瀬町大字高尾）と神埼郡千歳村崎村（現・神埼市千代田町崎村）の間を結んでいた軽便鉄道の路線、およびその運営会社である。

## 概要
1916年（大正5年）10月24日、真崎照郷らにより佐賀市の国鉄佐賀駅を起点に高尾 - 蓮池 - 江見 - 豆津と結んで久留米に至る計画で、神戸の鈴木商店の後援により肥筑軌道株式会社が佐賀市内に創立された。
これに先立ち1914年（大正3年）6月、三養基郡北茂安村大字江口（筑後川を挟んだ久留米市の対岸。現在のみやき町） - 佐賀郡神野村大字神野（佐賀駅付近）間12.2哩の軌道敷設の特許が下付された。さらに1917年（大正6年）10月、筑後川を渡り久留米市街地に乗り入れ筑後軌道と連絡するため、起点の江口から福岡県三潴郡までの延長線の特許も下付された。ただ佐賀駅側には急速な市街地化により用地取得が困難になっていたことや、延長区間の建設費59,000円うち橋梁費が44,000円をしめていた筑後川架橋の問題をかかえていた。
1923年（大正12年）5月24日には高尾 - 崎村間が部分開業したが、久留米市街地への延長線は1922年（大正11年）11月失効しており、株主間の意見の相違や第一次世界大戦後の不況により計画は頓挫した。そのため、一部工事が行われた崎村の先は未成線となっている。国鉄路線に接続しない孤立路線の上、沿線のほとんどが田園地帯であり収益は上がらず、1934年（昭和9年）には運行を休止し、1935年（昭和10年）に廃止された。なお乗合自動車も営業し1934年時点で3路線保有していた。

## 路線データ
廃線時
- 路線距離：6.6km
- 軌間：914mm
- 停留所数：8
- 複線区間：なし（全線単線）
- 電化区間：なし（全線非電化）

## 沿革
- 1923年（大正12年）5月24日 開業
- 1924年（大正13年）7月30日 小松駅新設申請
- 1935年（昭和10年）6月6日 廃止

## 停留所一覧
高尾 - 犬尾 - 蓮池 - 蓮池公園 - 小松 - 蒲田津 - 小鹿 - 崎村

## 輸送・収支実績
| 年度 | 乗客（人） | 貨物量（トン） | 営業収入（円） | 営業費（円） | 益金（円） | その他損金（円）     | 支払利子（円） |
| ---- | ---------- | -------------- | -------------- | ------------ | ---------- | -------------------- | -------------- |
| 1923 | 76,827     | 140            | 10,733         | 8,488        | 2,245      |                      |                |
| 1924 | 156,117    | 240            | 18,847         | 18,053       | 794        |                      |                |
| 1925 | 128,381    | 32             | 18,163         | 17,599       | 564        |                      |                |
| 1926 | 121,266    | 14             | 19,324         | 18,847       | 477        |                      |                |
| 1927 | 106,170    | 28             | 15,357         | 15,088       | 269        |                      |                |
| 1928 | 111,377    | 21             | 16,676         | 18,251       | ▲ 1,575    |                      |                |
| 1929 | 89,371     | 12             | 11,274         | 19,370       | ▲ 8,096    |                      | 3,251          |
| 1930 | 138,335    | 0              | 11,010         | 15,392       | ▲ 4,382    |                      | 2,692          |
| 1931 | 119,918    | 0              | 9,538          | 9,579        | ▲ 41       | 車輌売却差損金10,044 | 99             |
| 1932 | 101,693    | 0              | 8,388          | 9,288        | ▲ 900      | 償却金2,368          | 28             |
| 1933 | 93,517     | 0              | 8,961          | 10,217       | ▲ 1,256    |                      | 144            |
| 1934 | 58,148     | 0              | 5,401          | 7,253        | ▲ 1,852    | 自動車536            | 23             |

- 鉄道省鉄道統計資料、鉄道統計資料、鉄道統計各年度版より

## 車両
開業時は蒸気機関車3両、客車4両（総定員200人）、無蓋貨車1両。廃止時は蒸気機関車2両、客車2両（総定員100人）であった。

## 遺構など
遺構はほとんど残っていない。高尾駅跡には後年看板が建てられ、辛うじて場所を確認できる。また、蒲田津駅 - 小鹿駅間の城原川には石積みの橋脚の基礎が残されており、低水位時に見ることができる。
- 高尾駅跡の看板（2021年10月撮影）
- 高尾駅跡（2021年10月撮影）